# 1996年パイロット・ペン・インターナショナル
1996年パイロット・ペン・インターナショナル(1996 Pilot Pen International)は、1996年8月12日から8月18日にかけてアメリカ・コネチカット州ニューヘイブンにあるカルマン＝ヘイマン・テニスセンターにて開催された、男子プロテニスツアーのATPチャンピオンシップスシリーズトーナメント大会である。サーフェスは屋外ハードコート。本年で通算24回目の開催となる。

## 優勝

### 男子シングルス
アレックス・オブライエン defeated  ヤン・シーメリンク 7-6 (8-6), 6-4
- オブライエンに取って今シーズン初、キャリア通算2度目のツアーシングルスタイトル獲得となった[1]。

### 男子ダブルス
バイロン・ブラック /  グラント・コネル defeated  ヨナス・ビョークマン /  ニクラス・クルティ 6-4, 6-4
- ブラックに取って今シーズン5度目、キャリア通算16度目のツアーダブルスタイトル獲得となり、コネルに取って今シーズン4度目、キャリア通算21度目のツアーダブルスタイトル獲得となった[2]。